# Uyunqimg
Uyunqimg (in cinese: 乌云其木格; in mongolo: Оюунчимэг; Beipiao, dicembre 1942 – Pechino, 30 aprile 2024) è stata una politica cinese di etnia mongola, considerata la donna cinese di una minoranza etnica ad aver occupato i più alti incarichi di governo nella storia della Repubblica popolare..

## Biografia
Originaria della contea di Beipiao, si laureò all'Università di Scienza e Tecnologia della Mongolia Interna nel 1960 e conseguì il diploma alla Scuola del Partito Comunista della Mongolia Interna nel 1964. Entrò nel mondo del lavoro nell'agosto del 1964 e divenne membro del Partito Comunista Cinese nel luglio del 1966.
Nell'agosto 2000 divenne la numero due del Comitato del PCC della Mongolia Interna. Fu vicepresidente e presidente ad interim della Regione Autonoma della Mongolia Interna, prima donna a ricoprire questi incarichi. Fu inoltre dopo Gu Xiulian la seconda donna nella storia della Repubblica popolare a diventare capo del governo a livello provinciale. Dal 2001 al 2003 fu presidentessa della Regione Autonoma della Mongolia Interna. Tra il 2008 e il 2013 fu vicepresidente del comitato permanente del Congresso nazionale del popolo, l'organo legislativo nazionale. 
Morì a Pechino il 30 aprile 2024 all'età di 81 anni.